# Ectropis chrysoteucta
Ectropis chrysoteucta är en fjärilsart som beskrevs av Louis Beethoven Prout 1926. Ectropis chrysoteucta ingår i släktet Ectropis och familjen mätare. Inga underarter finns listade i Catalogue of Life.